# خون بی‌گناه
خون بی‌گناه (انگلیسی: Blood of the Innocent) که با نام‌های دیگری چون آن‌سوی بخشش (انگلیسی: Beyond Forgiveness) و فرشتهٔ مرگ (لهستانی: Anioł śmierci) هم شناخته می‌شود، یک فیلم ویدئویی لهستانی-آمریکایی است که در سال ۱۹۹۴ منتشر شد.

## گزیدهٔ بازیگران
- توماس ایان گریفیت
- جان ریس-دیویس
- روتخر هاور
- آرتور ژمیفسکی
- یان پروخیرا
- دومنیکا اوستاووفسکا
- آندژی ژیلینسکی
- یوآنا تژپیه‌چینسکا
- لئون نیمچیک
- هانا دونوفسکا
- ادیتا اولشوفکا
- ریشارد رونچفسکی
- ویتولد دنبیتسکی
- استانیسواف باناشوک
- ووادیسواف کومار